# Martin Bohdan Lány
Martin Bohdan Lány (10. listopadu 1876 Černilov – 1941 Marangu, Tanzanie) byl český cestovatel, obchodník a misionář.

## Život
Narodil se jako syn evangelického faráře Karla Eduarda Lányho. Po vystudování vyšší hospodářské školy v Chrudimi a zemědělské fakulty v Lipsku, pracoval od roku 1895 jako hospodářský úředník pro misijní stanici v Moshi v Tanganice pod Kilimandžárem. Po skončení misijní činnosti se zde usadil natrvalo. Obchodoval s kožešinami a stal se farmářem. Později se svojí ženou na úpatí Kilimandžára založil penzion Boarding-Hause. Po dobu svého působení posílal do Náprstkova muzea předměty spojené se životem místních domorodců.
V roce 1903 se v Praze oženil s Emmou Pospíšilovou. Zemřel v Marangu v roce 1941, kde je i pohřben.